# Toplumcu Demokrasi Partisi
Die Toplumcu Demokrasi Partisi  (Abkürzung TDP, zu Deutsch Partei der gesellschaftlichen Demokratie) ist eine sozialdemokratische politische Partei in der Türkischen Republik Nordzypern, welche im politischen Spektrum der Republik mitte-links steht. Sie entstand im Jahr 2007 aus der Vereinigung der 1976 gegründeten Toplumcu Kurtuluş Partisi (Partei der gesellschaftlichen Befreiung) und der 2003 gegründeten Barış ve Demokrasi Hareketi (Bewegung für Frieden und Demokratie).
Cemal Özyiğit ist der Vorsitzende der TDP. Sie war von 2009 bis zur Parlamentswahl in Nordzypern 2022 in der Versammlung der Republik vertreten. 